# Silbodals socken
Silbodals socken i Värmland ingick i Nordmarks härad, uppgick 1952 i Årjängs köping och området ingår sedan 1971 i Årjängs kommun och motsvarar från 2016 Silbodals distrikt.
Socknens areal var 259,43 kvadratkilometer varav 226,33 land. År 2000 fanns här 3 895 invånare. Tätorten Årjäng med sockenkyrkan Silbodals kyrka ligger i socknen.

## Administrativ historik
Socknen har medeltida ursprung. 
Vid kommunreformen 1862 övergick socknens ansvar för de kyrkliga frågorna till Silbodals församling och för de borgerliga frågorna bildades Silbodals landskommun. Ur landskommunen utbröts 1941 Årjängs köping, resterande landskommun inkorporerade sedan 1952 i köpingen som 1971 ombildades till Årjängs kommun.
1 januari 2016 inrättades distriktet Silbodal, med samma omfattning som församlingen hade 1999/2000.  
Socknen har tillhört län, fögderier, tingslag och domsagor enligt vad som beskrivs i artikeln Nordmarks härad. De indelta soldaterna tillhörde Värmlands regemente och Nordmarks kompani.

## Geografi
Silbodals socken ligger kring Årjäng och Västra Silen och dess tillflöde Silbodalsälven. Socknen har odlingsbygd norr om Västra Silen Silbodalsälvens dalgång och är i övrigt en kuperad sjörik skogsbygd.
E18 genomkorsar socknen från gränsen mot Silleruds socken via Årjängs tätort till gränsen mot Holmedals socken. I nord-sydlig riktning löper länsväg 172.

## Fornlämningar
Från stenåldern finns två hällkistor. Från bronsåldern finns spridda gravrösen. Från järnåldern finns gravhögar. I terrängen finns även fångstgropar av nordsvensk typ.

## Namnet
Namnet skrevs 1396 Silbyrdhædal. Efterleden dal syftar på Silbodalsälvens dal norr om Västra Silen, vars namn återfinns i sockennamnets förled. Tolkningen av mellanleden -byrdhæ- är oklar.

## Befolkningsutveckling
| Befolkningsutvecklingen i Silbodals socken 1750–1990                                                     | Befolkningsutvecklingen i Silbodals socken 1750–1990 | Befolkningsutvecklingen i Silbodals socken 1750–1990 | Befolkningsutvecklingen i Silbodals socken 1750–1990 | Befolkningsutvecklingen i Silbodals socken 1750–1990 |
| --- | ---------------------------------------------------- | ---------------------------------------------------- | ---------------------------------------------------- | ---------------------------------------------------- |
| |                                                      |                                                      |                                                      |                                                      |
| År |                                                      |                                                      | Folkmängd                                            |                                                      |
| 1750 | 1750                                                 |                                                      | 933                                                  |                                                      |
| 1760 | 1760                                                 |                                                      | 1 090                                                |                                                      |
| 1769 | 1769                                                 |                                                      | 1 219                                                |                                                      |
| 1780 | 1780                                                 |                                                      | 1 065                                                |                                                      |
| 1790 | 1790                                                 |                                                      | 1 074                                                |                                                      |
| 1800 | 1800                                                 |                                                      | 1 283                                                |                                                      |
| 1810 | 1810                                                 |                                                      | 1 230                                                |                                                      |
| 1820 | 1820                                                 |                                                      | 1 426                                                |                                                      |
| 1830 | 1830                                                 |                                                      | 1 719                                                |                                                      |
| 1840 | 1840                                                 |                                                      | 1 976                                                |                                                      |
| 1850 | 1850                                                 |                                                      | 2 289                                                |                                                      |
| 1860 | 1860                                                 |                                                      | 2 454                                                |                                                      |
| 1870 | 1870                                                 |                                                      | 2 455                                                |                                                      |
| 1880 | 1880                                                 |                                                      | 2 531                                                |                                                      |
| 1890 | 1890                                                 |                                                      | 2 502                                                |                                                      |
| 1900 | 1900                                                 |                                                      | 2 469                                                |                                                      |
| 1910 | 1910                                                 |                                                      | 2 203                                                |                                                      |
| 1920 | 1920                                                 |                                                      | 2 222                                                |                                                      |
| 1930 | 1930                                                 |                                                      | 2 572                                                |                                                      |
| 1940 | 1940                                                 |                                                      | 2 691                                                |                                                      |
| 1950 | 1950                                                 |                                                      | 2 817                                                |                                                      |
| 1960 | 1960                                                 |                                                      | 2 866                                                |                                                      |
| 1970 | 1970                                                 |                                                      | 2 991                                                |                                                      |
| 1980 | 1980                                                 |                                                      | 3 598                                                |                                                      |
| 1990 | 1990                                                 |                                                      | 3 952                                                |                                                      |
| Anm: Källor: Umeå universitet - Tabellverket 1749-1859, Demografiska databasen, CEDAR, Umeå universitet. |                                                      |                                                      |                                                      |                                                      |

## Personer från bygden
- Victor Sjöström, skådespelare och regissör
- Anders Lindbäck, kyrkoherde och seriemördare
- Birger Furugård nazistledare